# Necromantia (musikalbum)
Necromantia är en CD-box som innehåller fyra CD av det grekiska black metal-bandet Necromantia, och gavs ut av Black Lotus Records 2006. Boxen innehåller bandets dittills tre utgivna fullängdsalbum Crossing the Fiery Path, Scarlet Evil Witching Black och IV: Malice samt EPn Ancient Pride. Samtliga CD har på denna utgåva en coverlåt som bonusspår, av respektive Omen, Manowar, Iron Maiden och Running Wild.

## CD-skivorna
1. Crossing the Fiery Path - 46:17 (Omen-covern "Death Rider" som bonusspår)
2. Scarlet Evil Witching Black - 54:50 (Manowar-covern "Demon's Whip" som bonusspår)
3. Ancient Pride - 32:30 (Iron Maiden-covern "The Number of the Beast" som bonusspår)
4. IV: Malice - 48:34 (Running Wild-covern "Mordor" som bonusspår)

Total speltid: 3:02:11 

## Medlemmar
- The Magus (George Zaharopoulos) - sång, bas, synthesizer
- Baron Blood (Makis) - 8-strängad bas, syntesizer

### Gästmusiker
- Slow Death - bakgrundssång
- Cabeza - bakgrundssång
- Gothmog - bakgrundssång
- Yiannis Papayiannis - saxofon, percussion, keyboards, tabla, klassisk gitarr, flöjt
- Inferno - syntesizer, piano
- Iraklis Yalantzides - keyboards
- Lambros Sfiris - keyboards
- Divad (aka Dave P.) - gitarr
- John Fiorentis - gitarr
- Nick Adams - trummor
- George Panou - trummor
- Fotis Benardo (Fotis Giannakopoulos) (även i Septic Flesh) - trummor